# Tajná služba Spojených států amerických
Tajná služba Spojených států amerických (anglicky United States Secret Service, zkráceně USSS) je federální agentura spadající pod Ministerstvo vnitřní bezpečnosti Spojených států amerických. Byla založena v roce 1865. 
Od Kongresu Spojených států má Tajná služba přiděleny dva samostatné úkoly, oba zásadní pro národní bezpečnost: ochranu představitelů státu a ochranu finanční a kritické infrastruktury Spojených států. 
Historicky počátečním úkolem Tajné služby bylo vyšetřování případů padělání měny Spojených států, které se rozmohly po skončení americké občanské války. Poté se agentura vyvinula v první rozvědku i kontrarozvědku Spojených států. Mnoho jejích úkolů bylo postupně převzato jinými, postupem času vznikajícími agenturami, jako  Federální úřad pro vyšetřování (FBI), Ústřední zpravodajská služba (CIA), Úřad pro potírání drog (DEA), Úřad pro alkohol, tabák, zbraně a výbušniny (ATF) a IRS Criminal Investigation Division (IRS-CI).

## Povinnosti Tajné služby

### Ochrana představitelů státu
Tajná služba zajišťuje bezpečnost prezidenta a viceprezidenta Spojených států a jejich bezprostředních rodin, bezpečnost bývalých prezidentů, jejich manželek či manželů a dětí do 16 let, bezpečnost hlavních kandidátů na úřad prezidenta a viceprezidenta a jejich manželek, a bezpečnost zahraničních hlav států po dobu návštěvy Spojených států. Tajná služba také zajišťuje fyzickou bezpečnost areálu Bílého domu a sousední budovy ministerstva financí, stejně jako fyzickou bezpečnost rezidence viceprezidenta a všech zahraničních diplomatických misí ve Washingtonu, D.C. Ochranná opatření zahrnují i koordinaci lidských zdrojů a logistiky s ozbrojenými složkami jednotlivých států a municipalit, přípravná šetření a opatření na místě budoucího výskytu chráněných osob a výzvědné aktivity sloužící k odkrytí potenciálních hrozeb pro chráněné osoby. Tajná služba má vůdčí postavení mezi ostatními agenturami, spoluzodpovědnými za plánování, koordinaci a implementaci bezpečnostních operací, označených jako Speciální bezpečnostní operace národního významu (angl. National Special Security Events – NSSE). Při plnění svého úkolu prevence bezpečnostních incidentů agentura permanentně vyhodnocuje široké spektrum hrozeb prostřednictvím vlastní výzvědné divize.
Podle platného znění zákona (2024) patří mezi osoby chráněné Tajnou službou:
- prezident, viceprezident, zvolený prezident a zvolený viceprezident;[pozn. 1]
- jejich nejbližší rodinní příslušníci;
- bývalí prezidenti a jejich manželé/manželky, a to doživotně;[pozn. 2]
- děti bývalých prezidentů mladší 16 let;
- hlavy cizích států nebo vlád a jiní významní zahraniční návštěvníci;
- oficiální představitelé Spojených států plnící zvláštní mise v zahraničí;[pozn. 3]
- hlavní kandidáti na prezidenta a viceprezidenta, a po dobu 120 dnů před volbami i jejich manželé/manželky;[pozn. 4]
- bývalí viceprezidenti, jejich manželé/manželky a jejich děti mladší 16 let po dobu šesti měsíců od opuštění funkce.[pozn. 5]

### Ochrana finanční a kritické infrastruktury
Tajná služba má také za úkol chránit platební a finanční systémy Spojených států před širokým spektrem finančních a kybernetických zločinů. Vyšetřování, která Tajná služba provádí v rámci ochrany finančních systémů, zahrnují padělání měny Spojených států, bankovní podvody a podvody jiných finančních institucí, podvody poštovní i podvody telefonní, telegrafní a online komunikace, nevyžádané finanční operace a závažné konspirace. Vyšetřování kybernetických zločinů zahrnují kybernetické zločiny všeho druhu, prolomení ochrany sítí, krádeže identity, podvody na přístupových zařízeních, podvody s využitím platebních či kreditních karet a zločiny proti duševnímu vlastnictví. Tajná služba je také spolu s FBI členem spojeného týmu pro boj s terorismem (Joint Terrorism Task Force – JTTF), který vyšetřuje a potírá terorismus na národní i mezinárodní úrovni. Mimo to Tajná služba také vyšetřuje případy pohřešování či zneužívání dětí a je partnerem Národního centra pro pohřešované a zneužívané děti (National Center for Missing & Exploited Children – NCMEC).

### Historický přehled
| Od roku | Povinnosti                                                     |
| ------- | -------------------------------------------------------------- |
| 1865    | boj proti padělání a zneužívání měny USA                       |
| 1901    | chrání život prezidenta USA                                    |
| 1913    | chrání nově zvoleného prezidenta USA                           |
| 1917    | chrání jeho rodinu                                             |
| 1951    | chrání život viceprezidenta USA a jeho rodiny                  |
| 1965    | chrání životy bývalých prezidentů a jejich manželek            |
| 1968    | chrání životy kandidátů na prezidenta USA a viceprezidenta USA |
| 1971    | chrání životy hlav států během návštěvy v USA                  |

## Seznam ředitelů Tajné služby
1. William P. Wood (1865–1869)
2. Herman C. Whitley (1869–1874)
3. Elmer Washburn (1874–1876)
4. James Brooks (1876–1888)
5. John S. Bell (1888–1890)
6. A. L. Drummond (1891–1894)
7. William P. Hazen (1894–1898)
8. John E. Wilkie (1898–1911)
9. William J. Flynn (1912–1917)
10. William H. Moran (1917–1936)
11. Frank J. Wilson (1937–1946)
12. James J. Maloney (1946–1948)
13. U. E. Baughman (1948–1961)
14. James J. Rowley (1961–1973)
15. H. Stuart Knight (1973–1981)
16. John R. Simpson (1981–1992)
17. John Magaw (1992–1993)
18. Eljay B. Bowron (1993–1997)
19. Lewis C. Merletti (1997–1999)
20. Brian L. Stafford (1999–2003)
21. W. Ralph Basham (2003–2006)
22. Mark J. Sullivan (2006–2013)
23. Julia Piersonová (2013–2014)
24. Joseph Clancy (2014–2017)
25. Randolph Alles (2017–2019)
26. James M. Murray (2019–2022)
27. Kimberly A. Cheatle (2022–2024)
28. Sean M. Curran (od 2025)

## Tajná služba v akci

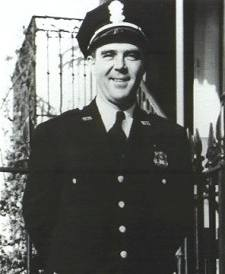
Uniformovaný strážný Leslie W. Coffelt

- 1. listopadu 1950 14:30.
Dva Portoričané Oscar Collazo a Griselio Torresola chtěli zabít tehdejšího prezidenta Trumana v Blair House. Griselio Torresola byl zabit. Při akci zemřeli uniformovaní strážní Leslie W. Coffelt (umírající byl zabit výstřelem do hlavy) a Joseph Downs. Collaza zasáhl agent Tajné služby Spojených států Floyd Boring do prsou a celá akce do tří minut skončila. Oscar Collazo byl následně odsouzen k trestu smrti, ale prezident USA Harry S. Truman mu udělil milost a rozsudek změnil na doživotní vězení. Roku 1979 mu tehdejší prezident Jimmy Carter udělil milost, Collazo zemřel v rodném Portoriku roku 1994.
- 22. listopadu 1963 byl proveden úspěšný atentát na Johna Fitzgeralda Kennedyho, viz podrobnosti v tomto článku
- 5. září 1975 zaútočila v Kalifornii Lynette Fromme na Geralda Forda, ale zbraň selhala a ochranka z Tajné služby spojených států ji pak přemohla.
- 22. září 1975 provedla druhý pokus Sara Jane Moore v San Francisku, útočnice dvakrát vystřelila, ale v tlačenici minula.
  - Obě útočnice byly později odsouzeny na doživotí.
- 30. března 1981 byl proveden neúspěšný atentát na Ronalda Reagana – viz podrobnosti v tomto článku.
- 13. červenec 2024 18:11
Střelec při projevu ex-prezidenta Donalda Trumpa se ho pokusil ze vzdálené budovy, zasáhnout za pomocí pušky ArmaLite AR-15. Střelec byl následně eliminován policejním sborem a tajnou službou.